# Заместитель премьер-министра Израиля
Заместитель премьер-министра (ивр. סגן ראש ממשלת ישראל‎) — символическая государственная должность в правительстве Израиля, на которую может быть назначен любой член кнессета и их количество не ограничено законом. Эта должность, впервые введённая в 1952 году специально для первого министра финансов Израиля Элиэзера Каплана, определена в разделе 5(ה) Основного закона о Правительстве, котором описано, что «министр может быть заместителем премьер-министра».
В отличие от исполняющего обязанности премьер-министра Израиля, а также использования этой должности в других странах, таких как США, титул «заместитель премьер-министра» в Израиле сегодня лишён полномочий, поэтому нет ограничений на количество заместителей премьер-министра, в отличие от исполняющего обязанности.
Заместителем премьер министра с 29 декабря 2022 года является Ярив Левин, параллельно исполняющий должность министра юстиции Израиля.

## История
Должности «заместитель премьер-министра» не было в первых двух правительствах Израиля, и она была специально придумана в 1952 году для нужд министра Элиэзера Каплана в его последние дни, когда он больше не мог занимать пост министра финансов из-за своей болезни. Каплан проработал заместителем премьер-министра около 20 дней вплоть до своей смерти. Впоследствии Давид Бен-Гурион и Моше Шарет более не использовали назначения на эту должность.
Леви Эшколь вернулся к использованию этой должности в 1963 году, когда он назначил Аббу Эвена своим заместителем, и с тех пор в большинстве правительств премьер-министры назначали одного или несколько заместителей.